# Trabzoni repülőtér
A Trabzoni repülőtér (IATA: TZX, ICAO: LTCG) Törökország egyik kisebb jelentőségű nemzetközi repülőtere, amely Trabzon közelében található. Éves utasforgalma 3 174 800 fő (2022).

## Légitársaságok és úticélok
2023-ban a Trabzoni repülőtérről az alábbi járatok indulnak:
| Légitársaság        | Célállomások |
| ------------------- | --- |
| Air Arabia          | Sharjah |
| AnadoluJet          | Ankara, Istanbul–Sabiha Gökçen, Van                                                                              |
| Azerbaijan Airlines | Baku |
| Corendon Airlines   | Szezonális: Köln/Bonn, Düsseldorf                                                                                |
| flyadeal            | Szezonális: Jeddah, Riyadh                                                                                       |
| flydubai            | Szezonális: Dubai–International                                                                                  |
| Flynas              | Szezonális: Dammam, Gassim, Jeddah, Riyadh                                                                       |
| Gulf Air            | Szezonális charter: Bahrain                                                                                      |
| Iraqi Airways       | Szezonális: Baghdad                                                                                              |
| Jazeera Airways     | Szezonális: Kuwait City                                                                                          |
| Kuwait Airways      | Szezonális: Kuwait City                                                                                          |
| Oman Air            | Muscat |
| Pegasus Airlines    | Adana, Antalya, Istanbul–Sabiha Gökçen, Izmir Szezonális: Bahrain, Dammam, Jeddah, Kuwait City, Riyadh, Tel Aviv |
| Qatar Airways       | Doha |
| SalamAir            | Szezonális: Muscat                                                                                               |
| Southwind Airlines  | Szezonális Charter: Bahrain                                                                                      |
| SunExpress          | Antalya, Düsseldorf, Izmir Szezonális: Frankfurt, Stuttgart                                                      |
| Turkish Airlines    | Bahrain, Istanbul, Yanbu Szezonális: Berlin, München                                                             |

## Futópályák
A repülőtér futópályái:
- 11/29 (2640 m)

## Forgalom
Az utasforgalom az elmúlt években az alábbi módon változott:
| Utasok száma | 1 482 760 | 1 596 905 | 1 963 169 | 2 404 150 | 2 777 536 | 2 777 536 | 4 148 929 | 3 767 148 | 1 789 153 | 3 174 800 |
|              | 2007      | 2009      | 2010      | 2012      | 2014      | 2015      | 2017      | 2019      | 2020      | 2022      |